# Simon Wiesenthal
Simon Wiesenthal (født 31. december 1908 i Butjatj, Galicien, Østrig-Ungarn (nu i Ternopil oblast, Ukraine) - død 20. september 2005 i Wien). Før og under anden verdenskrig sad han som jøde i en række koncentrationslejre: Først som tvangsarbejder ved de østlige tyske jernbaneanlæg; derefter de i berygtede lejre Janowska, Plaszow, Gross-Rosen, Buchenwald og til sidst Mauthausen, hvorfra han blev befriet i 1945.

## Før krigen
Hans forskellige selvbiografier modsiger hinanden på flere punkter. Han har også overdramatiseret og mytologiseret begivenhederne. I en version fortæller han, at han åbnede et arkitektkontor og fik plads ved Lwów polytekniske læreanstalt for at tage en højere eksamen. Han skal have tegnet et tuberkulosesanatorium og nogle bolighuse i løbet af sine studier, og var medlem af en zionistisk studentorganisation. Han skrev for Omnibus, en satirisk studentavis, og tog sin eksamen i 1939. Wiesenthals tidligste selvbiografi omtaler imidlertid ingen studier i Lwów. Tværtimod opgav han efter anden verdenskrig at have arbejdet som opsynsmand ved en fabrik frem til 1939, og derefter som mekaniker på en anden fabrik, frem til den tyske invasion sommeren 1941. I Wiesenthals bog fra 1961, Ich jagte Eichmann (= Jeg jagede Eichmann) forlyder det imidlertid, at han arbejdede som ingeniør i Odessa fra 1940 til invasionen i 1941. Men der er ikke fundet nogen registrering af Wiesenthal ved universitetet i Lwów, og han findes heller ikke i Katalog Architektów i Budowniczych (= katalog over arkitekter og entreprenører) i disse år.

## Ægteskab
I starten af 1943 blev Wiesenthal adskilt fra sin kone Cyla, da hun blev hentet ud af arbejdslejren i Lublin for at blive barnepige hos en arkitektfamilie, hvor hun udgav sig for at være gift med en polsk officer i krigsfangenskab. Den polske hjemmefront hjalp hende til en soveplads i en lejlighed i Warszawa og et job på en fabrik. Hun nåede lige et kort møde med sin mand, på hver sin side af lejrens pigtrådshegn. Han blev så sendt til Mauthausen-lejren, hvor han sommeren 1944 prøvede at begå selvmord ved at skære sine håndled over. Medfanger reddede hans liv, men hjemmefronten, der fik nys om sagen og gav besked til hans kone, antog ham for at være død. Kort tid efter blev også Cyla - som nu troede, hun var blevet enke - deporteret til tvangsarbejde - dog som polsk borger, ikke som jødinde - i en ammunitionsfabrik i Solingen i Ruhr. Hun blev befriet af den britiske hær i april 1945. Under Warszawa-opstanden i 1944 blev gaden, hvor Cyla havde boet frem til sin deportation,  jævnet med jorden af tyskerne. Nu var det Simon Wiesenthals tur til at få at vide, at ægtefællen var død. Begge var dermed overbevist om, at den anden var omkommet. Cyla vendte tilbage til Polen, mens Simon blev ansat ved en amerikansk enhed for efterforskning af krigsforbrydelser i Østrig. Først ved et tilfældigt møde med en bekendt i Krakow fik Cyla at vide, at hendes mand var i live. Efter meget besvær blev de omsider genforenet i Linz i slutningen af 1945, og deres eneste barn, Pauline, blev født det følgende år. 

## Efter krigen
Efter krigen åbnede Wiesenthal Jødisk Historisk Dokumentationscenter i Linz i Østrig for at samle bevismateriale mod naziforbrydere. Centret lukkede i 1954.De fleste sagsakter blev overgivet til Yad Vashem-arkiverne i Israel. Dog beholdt Wiesenthal dossieret om Adolf Eichmann, der blev pågrebet i Buenos Aires i 1960 og ført til rettergang og domfældelse i Israel. Der er modstridende oplysninger om Wiesenthals, FBI's og Mossads roller ved opsporingen og tilfangetagelsen af Eichmann. Simon Wiesenthal Center oplyser, at Wiesenthal allerede i 1953 modtog information om Eichmanns ophold i Argentina, og at han videregav den til Israel.
Isser Harel, tidligere chef for Mossad, har i skarpe vendinger kritiseret Wiesenthal for hverken at have assisteret med anholdelsen eller leveret vigtige informationer. Andre nazijægere har omtalt ham som fantast og egoman.
Efter tilfangetagelsen af Eichmann genåbnede Det Jødiske Dokumentationscenter, nu i Wien. En højt prioriteret sag handlede om Karl Silberbauer, der arresterede Anne Frank og hendes familie i Amsterdam.
I dag ligger Simon Wiesenthal Center i Los Angeles med flere underafdelinger, bl.a. i Wien.
Simon Wiesenthal har modtaget Kaj Munk-medaljen.
Han har hjulpet med til at fange og indespærre den tidligere leder af kz-lejren Sobibor Franz Stangl; han blev i 1967 fanget i det sydlige Brasilien, hvor han var ansat ved Volkswagen-fabrikkerne.
Kort efter at Bruno Kreisky var blevet østrigsk kansler i april 1970, påpegede Wiesenthal overfor pressen, at fire af medlemmerne af Kreiskys kabinet havde været medlemmer af nazi-partiet. Kreisky blev opbragt og kaldte Wiesenthal "en jødisk fascist", sammenlignende hans organisation med mafiaen, og anklagede ham for at have samarbejdet med Gestapo. Wiesenthal sagsøgte Kreisky for æreskrænkelse, men trak anmeldelsen, da Kreisky trak flere af sine påstande tilbage; men striden verserede frem til Kreiskys død i 1990.